# Saint-Thibault (Côte-d’Or)
Saint-Thibault – miejscowość i gmina we Francji, w regionie Burgundia-Franche-Comté, w departamencie Côte-d’Or. Nazwa miejscowości pochodzi od imienia św. Teobalda.
Według danych na rok 1990 gminę zamieszkiwały 142 osoby, a gęstość zaludnienia wynosiła 11 osób/km² (wśród 2044 gmin Burgundii Saint-Thibault plasuje się na 769. miejscu pod względem liczby ludności, natomiast pod względem powierzchni na miejscu 751.).